# Bündner Wirren
De Bünder Wirren (Duits voor Woelingen van de [Drie] Bonden) waren een gewapend conflict in het Zwitserse kanton Graubünden van 1618 tot 1639. Het conflict begon als burgeroorlog tussen een katholieke partij die graag een bondgenootschap sloot met het naburige hertogdom Milaan – dat in Spaans-Habsburgse handen was – en een protestantse partij, die liever een bondgenootschap sloot met de republiek Venetië – de aartsvijand van Spanje. De inzet voor Spanje was de toegang tot de Valtellinapas, de kortste verbinding tussen Milaan en de Habsburgse erflanden. De inzet van Venetië was dit te voorkomen. De Bündner Wirren barstten kort na het uitbreken van de Dertigjarige Oorlog los. In 1620 werd Valtellina door de Spanjaarden veroverd. Uiteindelijk lukte het de Drei Bünde dit gebied met hulp van de Fransen te heroveren.

## Voorgeschiedenis

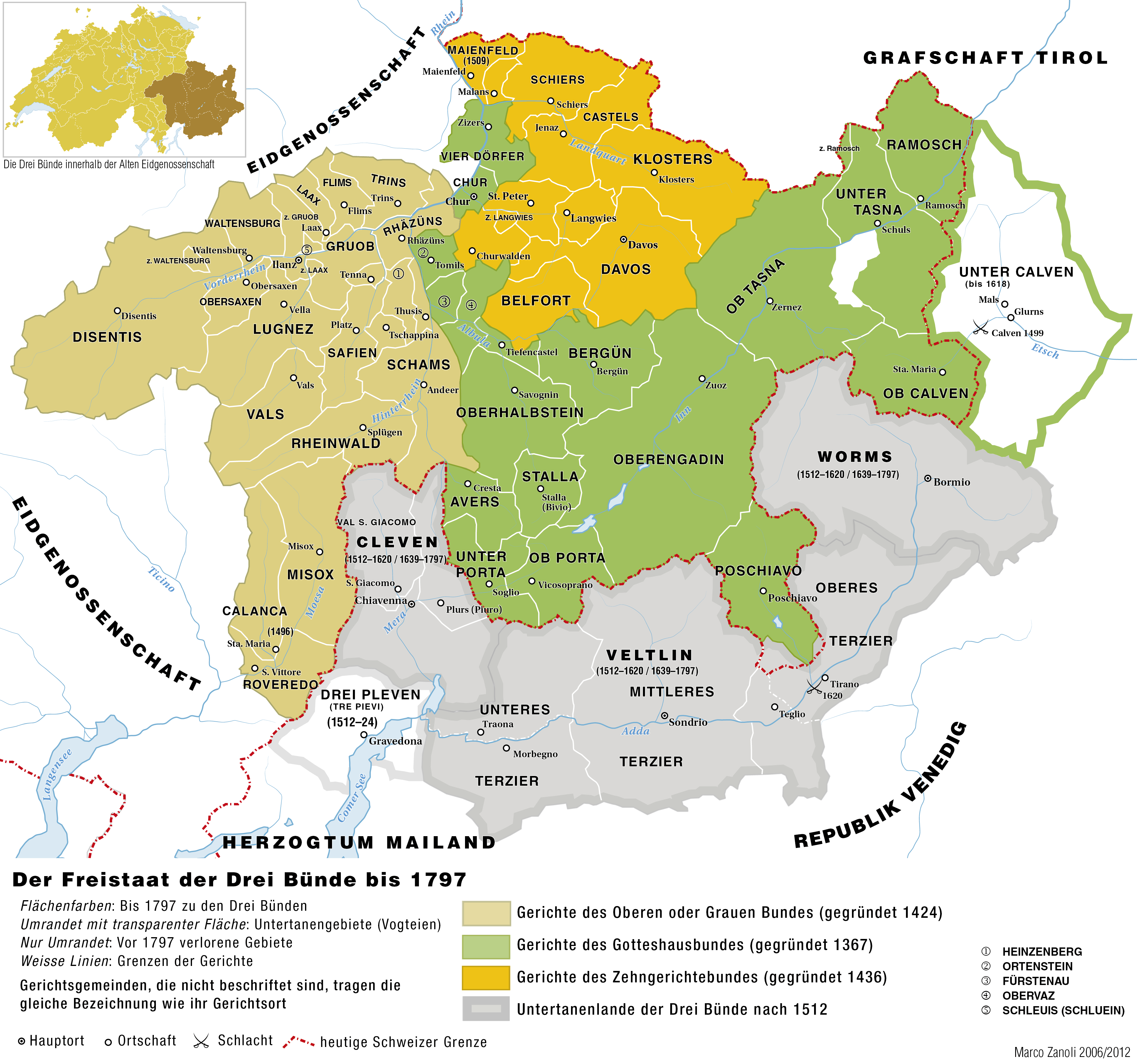
De Drei Bünde met de drie Untertanenländer in het grijs.

De oorsprong van de Wirren gaat terug tot 1512, toen het Zwitserse leger de Fransen verdreven uit het hertogdom Milaan. In 1513 annexeerden de Zwitsers 16 provincies in het noorden van Milaan. De vrijstaat Drei Bünde (de voorloper van het kanton Graubünden) kreeg de provincies Chiavenna, Valtellina en Bormio toegewezen, die als Untertanenländer (een soort generaliteitslanden) bestuurd werden. De Drei Bünde stelden in deze gebieden protestantse regenten aan; in ruil hiervoor kreeg de overwegend katholieke bevolking godsdienstvrijheid. Met Milaan werd een vriendschappelijk verbond gesloten.

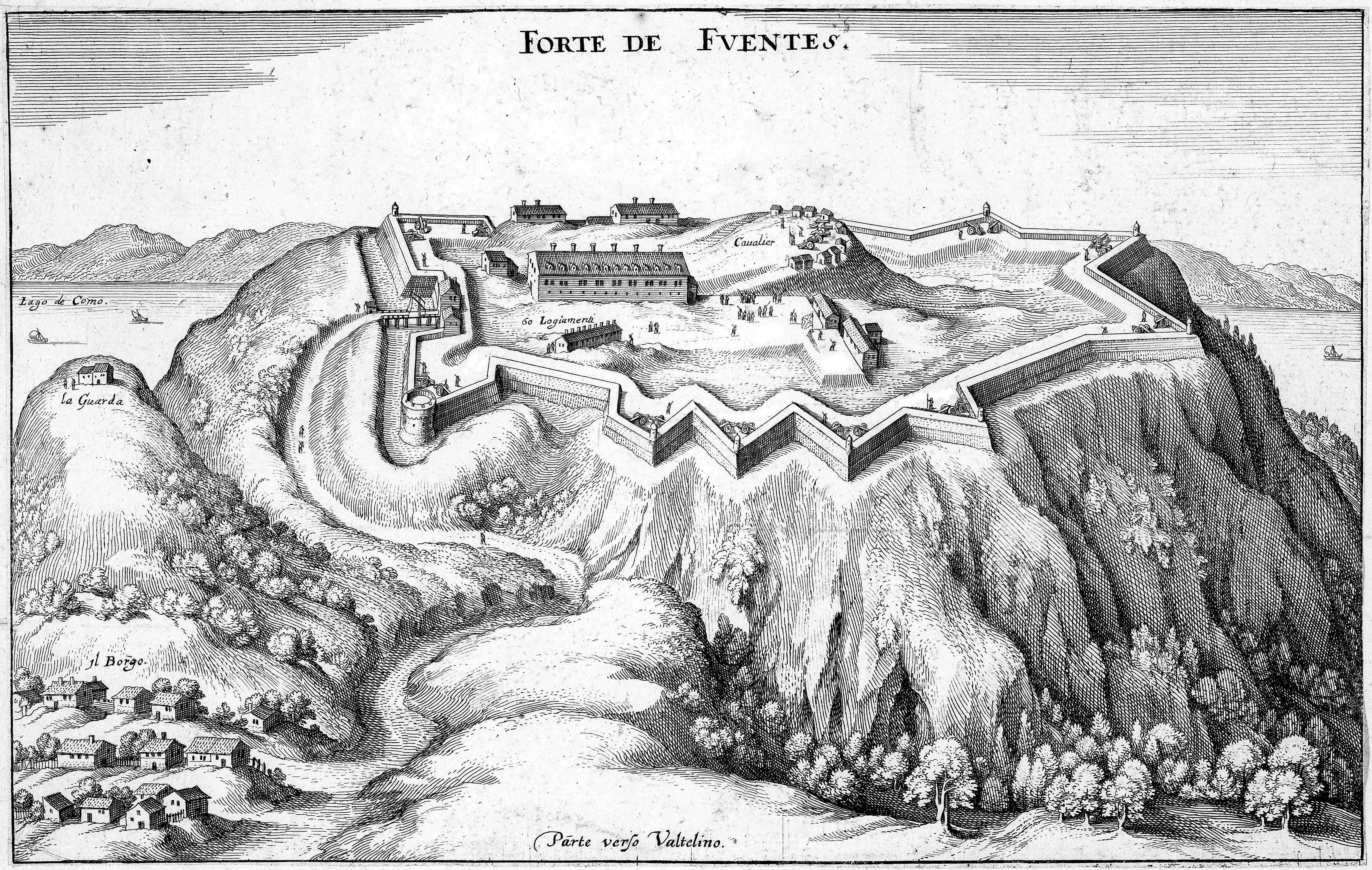
Fort Fuentes

In 1540 viel het hertogdom Milaan echter in Spaanse handen. Hierdoor ontstond in de Drei Bünde grote twijfel of ze het verbond met Milaan moesten hernieuwen. Toen in 1568 de protestanten in de Nederlanden in opstand kwamen tegen hun katholieke, Spaanse overheersers, was voor veel protestanten in Drei Bünde een bondgenootschap met Spanje via Milaan onmogelijk geworden. De Spanjaarden zouden dan de Valtellina-pas kunnen gebruiken voor de Spaanse Weg tegen hun geloofsgenoten in de Nederlanden en elders ten noorden van de Alpen. In 1602 werd om die reden een verdrag gesloten met het machtige Frankrijk, de aartsvijand van de Habsburgers, en in 1603 gingen de Drei Bünde een tienjarig bondgenootschap aan met de republiek Venetië. Spanje zag dit als provocatie en begon hetzelfde jaar nog met de bouw van een groot fort aan de grens met Valtellina, dat genoemd werd naar de gouverneur van Milaan, de graaf van Fuentes.

## Strafhoven
De Drei Bünde hadden een centrale regering, de Bondsraad, die aangestuurd kon worden door zogeheten Fähnlilupfen (het oprichten van het vaandel). Hierbij werden de vaandels (compagnieën) van één of meerdere gemeentes opgeroepen, wat in de meeste gevallen leidde tot de oprichting van een strafhof, dat over een bepaald conflict of staatsrechtelijke kwestie oordeelde. In 1607 werd na een Fähnlilupf een strafhof opgericht in Chur, dat eerst tegen Venetië was gericht en later – na een tweede Fähnlilupf – tegen de Habsburgers.

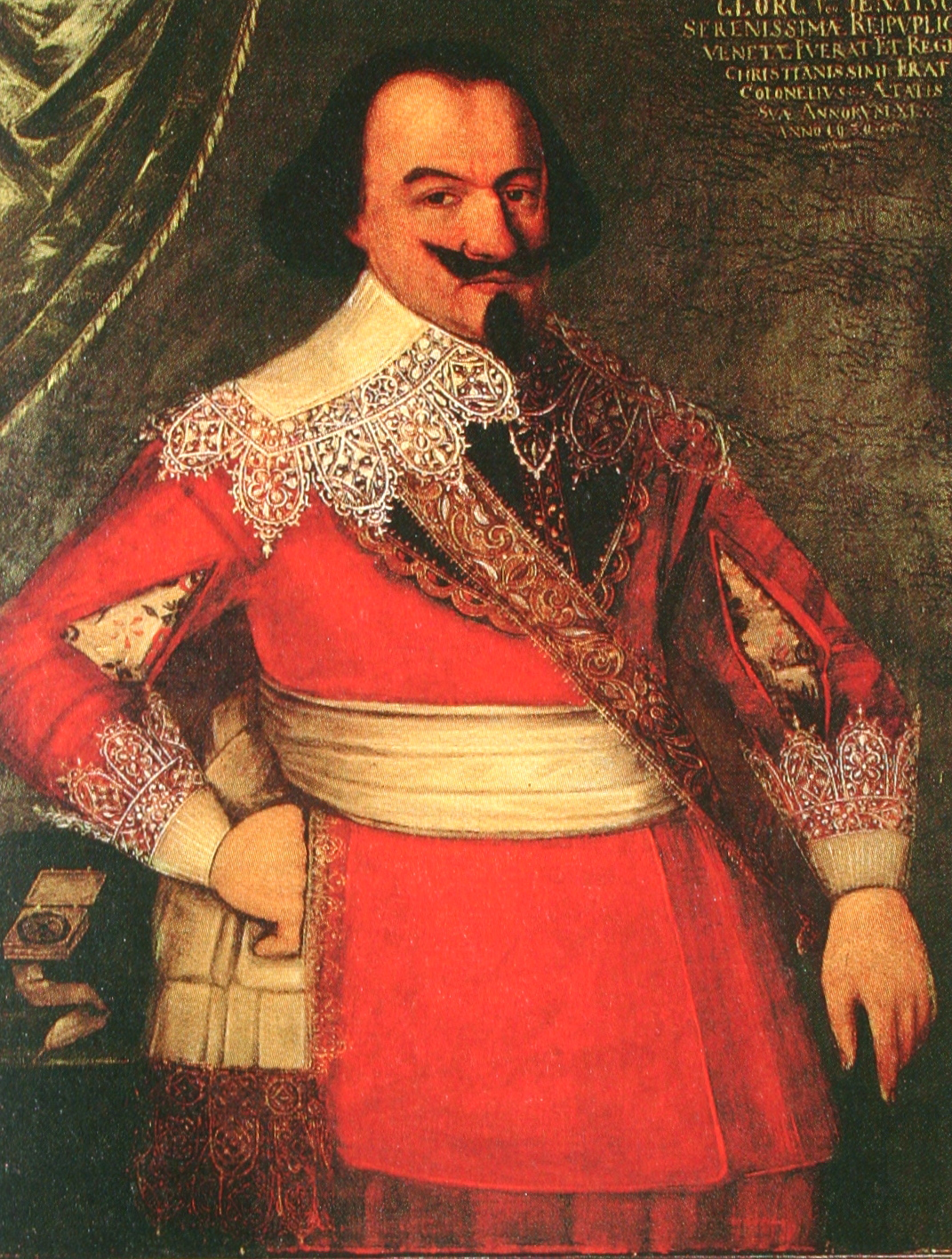
Jürg Jenatsch in 1636

De anti-Spaanse partij werd in 1618 overgenomen door enkele jonge, radicale predikanten, onder wie dominee Jürg Jenatsch. Onder hun leiding vond een Fähnlilupf plaats, die leidde tot het strafhof van Thusis, het meest radicale strafhof tot dan toe. Het strafhof van Thusis veroordeelde een groot aantal Spaansgezinde inwoners van Drei Bünde tot hoge geldstraffen en eeuwige verbanning. Voorjaar 1619 richtte de Spaansgezinde partij een tweede strafhof in Chur op, dat de vonnissen van Thusis ongedaan maakte. In november 1619 richtten de anti-Spaanse partij echter een derde strafhof op in Davos, dat de vonnissen van Thusis weer bevestigde. De anti-Spaanse partij kreeg uiteindelijk zijn zin en de meeste Spaansgezinde leiders verlieten het land en begonnen onmiddellijk huurlingen aan te nemen om zich voor te bereiden op een tegenaanval.

## Valtellinese moorden

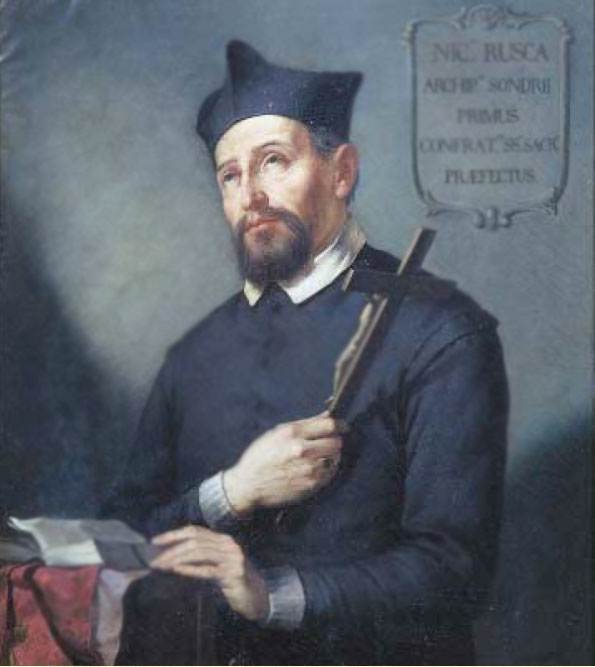
Nicolò Rusca naar een 19e-eeuws schilderij

Bij de strafhoven was het niet ongebruikelijk om marteling toe te passen om verdachten tot een "bekentenis" te dwingen. Op die manier stierf op 4 september 1618 tijdens een verhoor door het strafhof van Thusis de priester Nicolò Rusca uit Valtellina, die verdacht werd van ketterij en landverraad. Zijn dood en de bestuurlijke chaos in de Drei Bünde brachten de katholieke inwoners van Valtellina op het idee om in opstand te komen tegen hun protestantse overheersers. In de nacht van 18 op 19 juli 1620 werden in Valtellina ongeveer 600 protestanten vermoord door opstandige milities onder leiding van Giacomo Robustelli. De Drei Bünde probeerden Valtellina vrijwel direct daarna met behulp van troepen uit Bern en Zürich te heroveren, maar dit was tevergeefs. De opstandelingen hadden inmiddels hulp gekregen van de Spanjaarden. Valtellina werd door de Spanjaarden bezet. Uit wraak werd op 25 februari 1621 de leider van de Spaansgezinde partij, Pompejus Planta, in zijn kasteel in Pratval vermoord.

## Valtellinese oorlogen

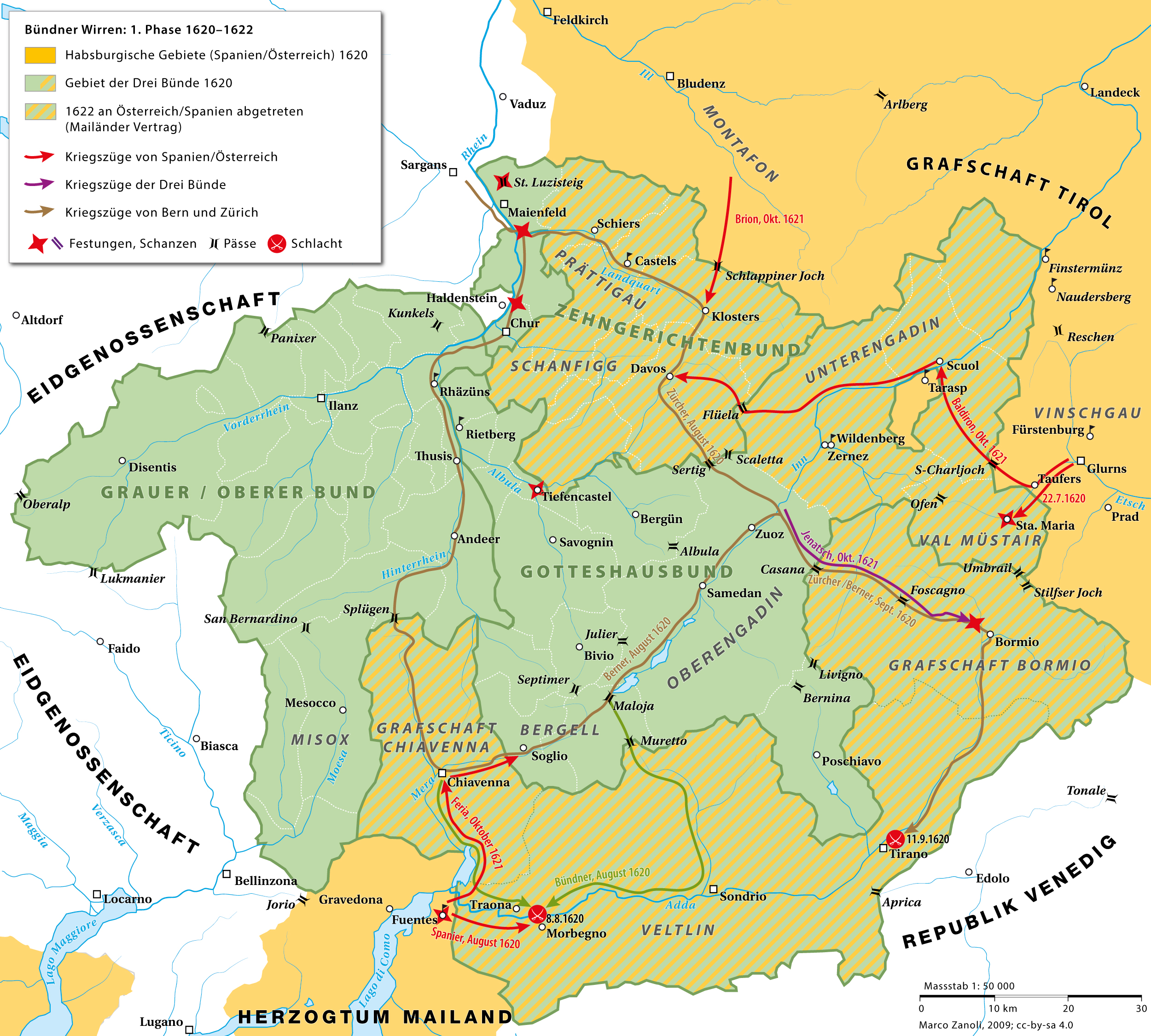
Troepenbewegingen van 1620 tot 1622

In 1621 vielen Oostenrijkse troepen de Drei Bünde binnen en in 1622 moest het land officieel afstand doen van Valtellina. Dit werd later dat jaar bekrachtigd door het Verdrag van Lindau (30 september 1622). Daarnaast moesten de inwoners van Prättigau en Unterengadin volgens oud recht Oostenrijkse heerschappij accepteren. Dit hield ook in dat in deze gebieden het protestantisme voortaan verboden was. Hierdoor brak nog in 1622 in Prättigau een opstand tegen de Habsburgers uit. Daarna vonden nog Oostenrijkse invallen plaats van 1623 tot 1624 en van 1629 tot 1631.

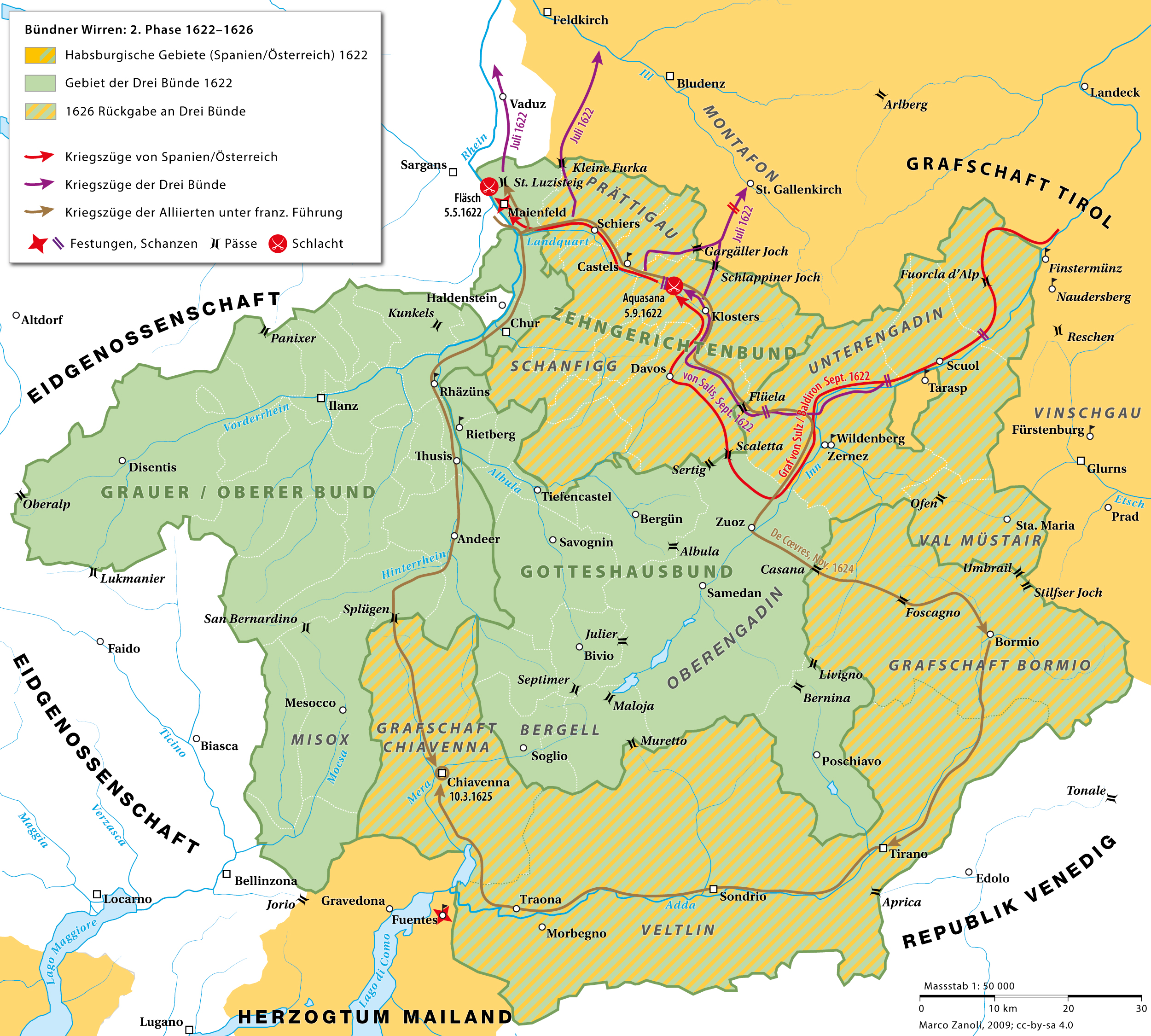
Troepenbewegingen van 1622 tot 1626

Frankrijk bleef al die tijd de Drei Bünde met raad en daad bijstaan. Frankrijk had er geen belang bij dat Spanje en Oostenrijk vrije doortocht hadden via de Valtellina-pas. Kardinaal de Richelieu, vanaf 1624 eerste minister van Frankrijk, besloot zich actief met de zaak te bemoeien. Franrijk was een vijand van Spanje en het land wilde ook niet dat Keizer Ferdinand III te machtig werd. Frankrijk en Spanje waren in 1624 nog niet openlijk in oorlog. Van 1624 tot 1625 werd Valtellina door de Fransen veroverd met hulp van de Drei Bünde. In het Verdag van Monzón (5 maart 1626) gaf Frankrijk Valtellina echter weer terug aan Spanje.

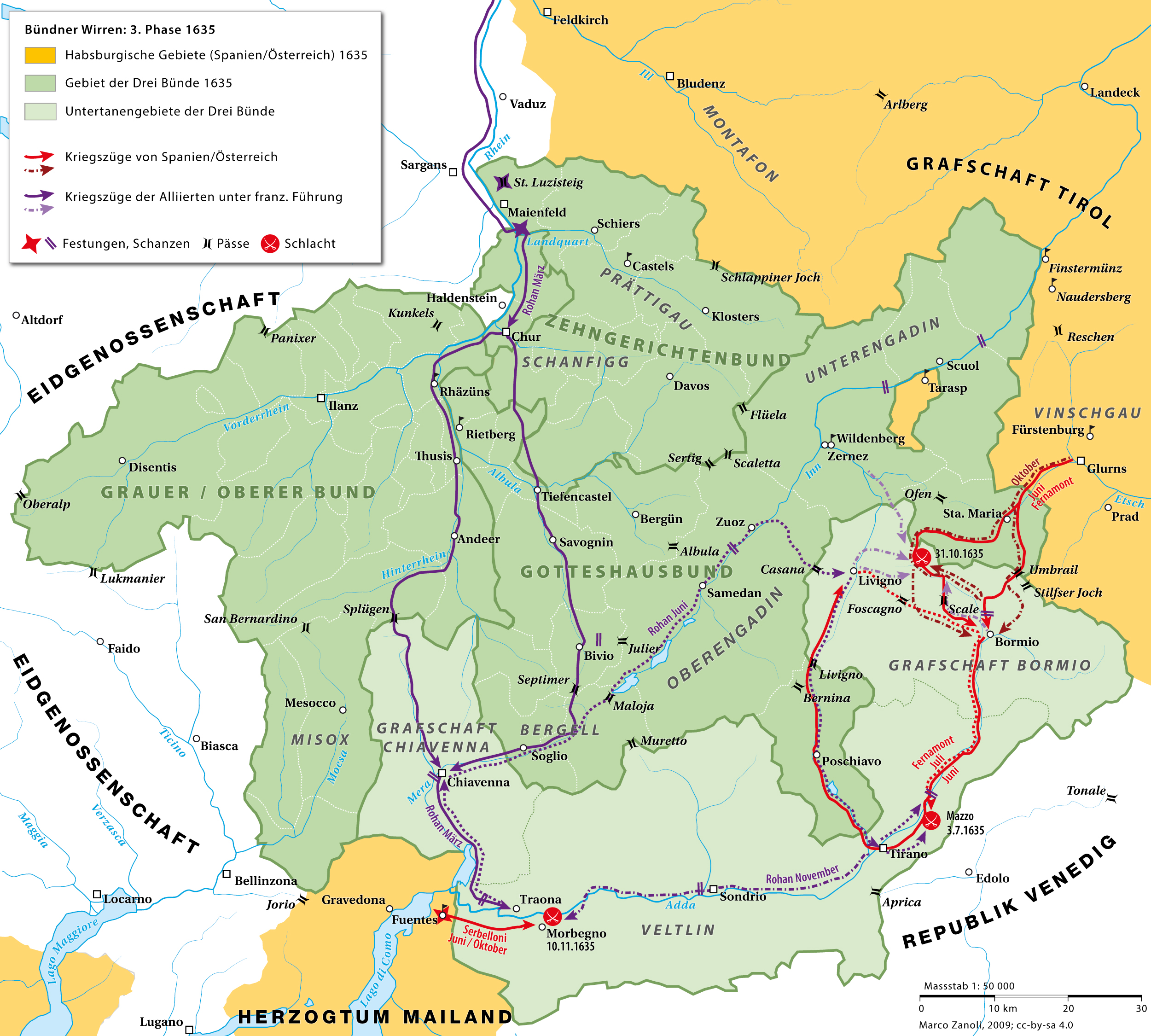
Troepenbewegingen in 1635

Toen in 1634 het Zweedse leger in de Slag bij Nördlingen verslagen werd, vormde de Spaans-Habsburgse coalitie weer een serieuze bedreiging voor Frankrijk. De Franse veldheer Hendrik II van Rohan kreeg de opdracht Valtellina weer binnen te vallen. Net als in 1625 was Richelieu ook dit keer niet bereid Valtellina terug te geven aan de Drei Bünde. Dit was tegen het zere been van de Bünde. Daarnaast was de Franse regering de Bünde nog soldij tegoed. Dit was voor de figuren als Jürg Jenatsch reden om in het geheim contact te zoeken met de Oostenrijkers en de Spanjaarden. Dit leidde tot de zogenaamde Kettenbund. Dit was een samenzwering van 31 officieren en staatslieden uit de Drei Bünde. De alliantie werd op 6 februari 1637 in Chur in het huis van burgemeester Gregor Meyer gesloten met als doel de Fransen uit de Bünde te verdrijven en Valtellina te herwinnen. Dit was een succes. Op 26 maart 1637 moest Rohan capituleren en op 5 mei werd hij als vriend van de Drei Bünde het land uitgezet.

## Vredesverdrag
Van 1637 tot 1639 vonden met Spanje en Oostenrijk moeilijke onderhandelingen plaats over de status van de drie Untertanenländer Chiavenna, Valtellina en Bormio. Op 3 september 1639 werd in Milaan een akkoord bereikt, waarin de onderworpen gebieden onder voorwaarden werden teruggegeven aan de Drei Bünde.